# Анна Шелудко
Анна Алексеева Шелудко е класическа филоложка, преподавателка и преводачка от латински, английски и руски език.

## Биография
Родена е през 1959 г. в София. Баща й е Алексей Шелудко (1920 – 1995), физикохимик, един от най-видните представители на българската физикохимична школа, дългогодишен ръководител на Катедрата по физикохимия на Софийския университет, а майка й е неговата състудентка Гена Христова, ст.н.с. Има една сестра – Нора Шелудко (1948), преподавателка във Физическия факултет на Софийския университет.
Завършва Първа английска гимназия в София и Класическа филология и Английска филология в Софийския университет. Работи в Института по история при БАН, преподава латински език в Националната гимназия за древни езици и култури (НГДЕК), а след това английски и латински в частната езикова гимназия „Проф. д-р Васил Златарски“ и в Балканското училище. Като преподавателка в НГДЕК години наред ръководи учебната полева практика по археология на обекта „Енеолитно селище“ край село Дуранкулак.
Заедно с Искра Атанасова и Лили Йорданова е съавторка на учебника „Латински език за начинаещи“ I и II част, изд. „Отворено общество“, София 1996 – 1997 г. Авторка е на статии в „Антична литература. Енциклопедичен справочник“, Държавно издателство „Д-р Петър Берон“, 1988 г. 
Умира през 2003 г. на 44-годишна възраст.

## Преводи
- История на Аполоний, цар на Тир, в: Три антични романа, НК, 1987
- Луций Аней Сенека, Нравствени писма до Луцилий, Рива, т. I: 1994, т. II: 1996
- Луций Аней Сенека, За отдиха, в: Луций Аней Сенека, Диалози, Рива, 2002
- Луций Аней Сенека, Утешение към Полибий, в: Луций Аней Сенека, Диалози, Рива, 2002